# Xã East Vincent, Quận Chester, Pennsylvania
Xã East Vincent (tiếng Anh: East Vincent Township) là một xã thuộc quận Chester, tiểu bang Pennsylvania, Hoa Kỳ. Năm 2010, dân số của xã này là 6.821 người.